# Hans Heß
Hans Heß   (1902 - valor desconegut) va ser un pilot de bobsleigh alemany que va competir a començaments del segle xx.
El 1928 va prendre part en els Jocs Olímpics de Sankt Moritz, on guanyà la medalla de bronze en la prova de bobs a 5 formant equip amb Sebastian Huber, Hanns Kilian, Valentin Krempl i Hanns Nägle.